# Alf Prøysen
Alf Prøysen (Rudshøgda, Ringsaker, 23 de julho de 1914 - Oslo, 23 de novembro de 1970), foi um escritor e músico norueguês. Prøysen foi uma das mais importantes personalidades da cultura norueguesa na segunda metade do século XX, e fez contribuições significativas para a literatura, música, TV e rádio. A sua infância foi idêntica a muitos dos membros da classe dos  "Husmann", os sem-terra, a  classe mais baixa da Noruega rural. Isso se reflete em suas canções e contos, onde ele dá uma imagem realista e dura  das relações de classe e da vida quotidiana/cotidiana na Noruega rural.
Apesar de ser uma espécie de outsider, Prøysen fez contribuições significativas para diversos campos artísticos: programas de rádio para crianças, contos, teatro e música. Seu único romance "Trost i taklampa" foi um grande sucesso tanto como um livro e como um jogo, descrevendo a urbanização dos anos 1950 na Noruega, eo efeito que teve sobre a vida rural.
O seu trabalho inclui as histórias sobre a Sra. Pepperpot, uma senhora pequena, que nunca sabe quando ela vai encolher ao tamanho de uma colher de chá. No original em norueguês, ela é conhecida como " Teskjekjerringa", ("A senhora colher de chá").
Como o filho mais novo de quatro outros. Prøysen estava muito perto de sua mãe, Julie. Casou-se com Else Storhaug em 1948 e juntos tiveram dois filhos, uma filha, Elin Julie e um filho, Alf Ketil. Alf Prøysen morreu vítima de cancro/câncer em 23 de novembro de 1970, com 56 anos.